# Aktywność elektrodermalna
Aktywność elektrodermalna – zjawiska elektryczne generowane przez skórę i mierzone na jej powierzchni.
Można mierzyć różnicę potencjałów w dwu oddalonych punktach (wykorzystują to badania typu EKG, EEG itp) oraz oporność skóry (lub jej odwrotność czyli przewodność).
Aktywność elektrodermalna dzieli się na:
- aktywność toniczną – gdy obserwuje się stały poziom AE lub powolne zmiany
- aktywność fazową – gdy zmiany następują szybko w reakcji na bodźce

Parametry badane w AE to: amplituda, latencja, czas spadku i narastania AE oraz habituacja odpowiedzi.